# DONKEY.BAS
Donkey (Burro), conocido a menudo por su nombre de archivo DONKEY.BAS, era un juego de computadora escrito en 1981 e incluido con las versiones tempranas del sistema operativo PC-DOS distribuido con el IBM PC original. Es un juego de conducción de un vehículo en el cual el jugador debe evitar golpear burros atravesados en la vía. Mientras que era extremadamente simple comparado a posteriores juegos del PC y a los juegos disponibles para otros sistemas, al momento de su lanzamiento, DONKEY.BAS es sin duda un precursor de todos los juegos del IBM PC. El juego también es notable porque fue coescrito por el cofundador de Microsoft, Bill Gates.

## Historia

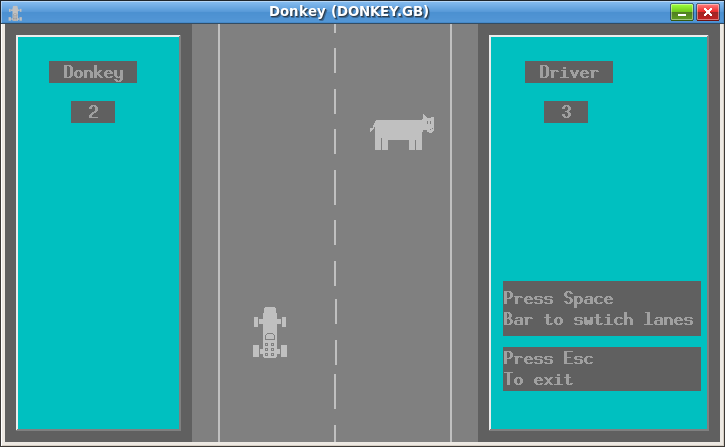
Una captura del remake de software libre de DONKEY.BAS en el lenguaje de programación Gambas

Cuando IBM desarrollaba el IBM PC a finales de los años 1970 y principios de los 1980. contrató a Microsoft para desarrollar un sistema operativo y una versión del lenguaje de programación BASIC para lanzar con la nueva computadora. El sistema operativo fue lanzado como PC-DOS, cuando estaba incluido con el IBM PC, y el MS-DOS, cuando era vendido por separado por Microsoft. Ambas incluían versiones del Microsoft BASIC.
DONKEY.BAS fue escrito por Bill Gates y Neil Konzen para demostrar al IBM PC y la capacidad del lenguaje del programación BASIC, en producir programas interactivos con gráficos de color y con sonido.
El juego continúa generando interés en parte debido a la implicación de Gates en un momento en que Microsoft era relativamente pequeño, y con solamente seis años de antigüedad. De acuerdo a un discurso entregado por Gates en 2001:

Realmente, estábamos yo mismo y Neil Thompson [sic] a las cuatro de la mañana con este prototipo del IBM PC descansando en este pequeño cuarto. IBM insistió en que teníamos que tener la puerta cerrada con llave y teníamos solamente este armario que tenía una cerradura, así que tuvimos que hacer todo nuestro desarrollo allí adentro y siempre estaba sobre los 37 grados, pero escribimos tarde en la noche una pequeña aplicación para demostrar lo que podía hacer el BASIC incorporado en el IBM PC. Y así surgió Donkey.bas. En ese tiempo fue muy emocionante.

Andrés Hertzfeld de Apple mencionó el juego en una descripción de la reacción del equipo de Macintosh con respecto al IBM PC de 1981, comprado para ellos por Steve Jobs "para disectarlo y evaluarlo" observando que la nueva computadora fue despachada con "algunos juegos escritos en BASIC que eran especialmente embarazosos".

El juego más embarazoso era uno de conducción en baja resolución llamado "Donkey". Se suponía que el jugador debería manejar un carro por un "camino", pobremente renderizado, que se desplazaba lentamente, y podía presionar la barra espaciadora para cambiar el espasmódico movimiento. De vez en cuando, una mancha marrón llenaría la pantalla, que se suponía que era un burro mostrado en el medio del camino. Si tú no presionabas a tiempo la barra de espacio, te estrellarías en el burro y perderías el juego.

Pensamos que el concepto del juego era tan malo como los crudos gráficos que usaba. Puesto que el juego fue escrito en BASIC, podías listarlo y ver cómo fue escrito. Nos sorprendieron al ver que los comentarios en la parte de arriba del juego proclamaron orgullosamente a los autores: Bill Gates y Neil Konzen. Neil era un brillante hacker adolescente al que yo conocía desde su trabajo el Apple II, (quién más adelante se convirtió en líder técnico de Microsoft en el proyecto del Mac), pero nosotros estábamos sorprendidos que un juego tan exhaustivamente malo podía tener como coautor al cofundador de Microsoft, y que él realmente querría tomar el crédito por ello en los comentarios.

La primera versión de DONKEY.BAS fue lanzada en 1981, seguido por la versión 1.10 en 1982. Los sistemas operativos en los que el juego fue distribuido por primera vez todavía trabajan en los modernos computadores con BIOS y unidades floppy de 5.25 pulgadas compatibles, no obstante el IBM BASICA, que corría el programa bajo el PC-DOS 1.x, requiere el IBM Cassette BASIC basado en ROM, que los computadores modernos no tienen. El código fuente todavía está disponible. El juego puede ser jugado con el GW-BASIC (con el código original), o con el QBasic (con código adaptado), o en forma compilada (ver los enlaces externos abajo).

### Donkey NET
En una conferencia en 2001, el todavía CEO de Microsoft, Bill Gates, hizo público una modernización del viejo Donkey.Bas ahora usando lenguaje Visual Basic.NET disponible posteriormente en el sitio web de Microsoft. Aparentemente era totalmente 3D en un mundo abierto. Este código todavía puede ser ejecutado en Visual Basic 2005 y .NET 2.0 pero no llega a mostrar una pantalla pues requiere una versión obsoleta de DirectX. 

Después de varios años, Microsoft eliminó el código de su centro de descargas.